# Festnetz-SMS
Festnetz-SMS bezeichnet(e) die Nutzung des Short Message Service im Festnetz. Dabei kann/konnte es sich sowohl um den Empfang als auch um den Versand handeln. Beim Empfang ist – je nach dem Telefon, das als Endgerät verwendet wird – die Ausgabe als Sprachnachricht und in Textform möglich. Der Empfang von SMS-Meldungen ist kostenfrei.
Sowohl die Deutsche Telekom als auch Vodafone haben diesen Dienst im März 2023 und Anny Way (Anbieter Materna) hat den Dienst zum 1. Dezember 2023 eingestellt.

## SMS-Gateway
Die Übertragung der SMS ins Festnetz erfolgt von der SMS-Zentrale:
| * Telekom:  | aus dem Festnetz oder dem Mobilfunknetz Deutsche Telekom (D1)                        | als Sprachnachricht und in Textform |
| * Anny Way: | aus dem Festnetz, aus dem Mobilfunknetz Vodafone (D2) oder dem Mobilfunknetz O2 (E2) | als Sprachnachricht und in Textform |
| * E-Plus:   | aus dem Mobilfunknetz E-Plus (E1)                                                    | nur als Sprachnachricht             |

Der Empfang von SMS am Telekom-Festnetzanschluss kann über die kostenfreie Callcenter-Rufnummer 0800-3304747 komplett gesperrt werden. Bei dieser Sperre werden SMS komplett geblockt und nicht mehr als Text übertragen und auch nicht mehr durch SMS-to-Speech vorgelesen. Auf dem gleichen Wege kann diese Sperre auch wieder aufgehoben werden.

## Empfang als Sprachnachricht
Etwa seit dem Jahr 2005 ist es bei deutschen Telefongesellschaften möglich, mit beliebigen Telefonen SMS-Nachrichten zu empfangen. Dabei kam im Festnetz zunächst das Verfahren SMS-to-Speech zum Einsatz, bei dem die SMS dem Empfänger von einem Sprachcomputer vorgelesen wird. Alle Netzbetreiber unterstützen auch die automatische Umwandlung von englischen und französischen Texten in die Originalsprache.
Die Zustellversuche erfolgen jedoch nur zwischen 7 Uhr und 23 Uhr. Kurzmitteilungen, die außerhalb dieses Zeitraums als Sprachnachricht verschickt werden, erhält der Empfänger also erst am nächsten Morgen. Ist der Empfänger nicht erreichbar, versucht das System 48 Stunden lang, die ersten 2 Stunden alle 30 Minuten und danach alle 60 Minuten die Nachricht zuzustellen.

## SMS in Textform
Der Dienst „Festnetz-SMS als Text“ wird in Deutschland u. a. von der Deutschen Telekom und vom Anbieter Materna (Anny Way) angeboten.

Telefonanbieter, die keinen eigenen Dienst betreiben, nutzen meist Anny Way. Ein Beispiel hierfür ist Vodafone.

Kunden der Deutschen Telekom können zwischen Telekom und Anny Way wählen.

### Voraussetzungen

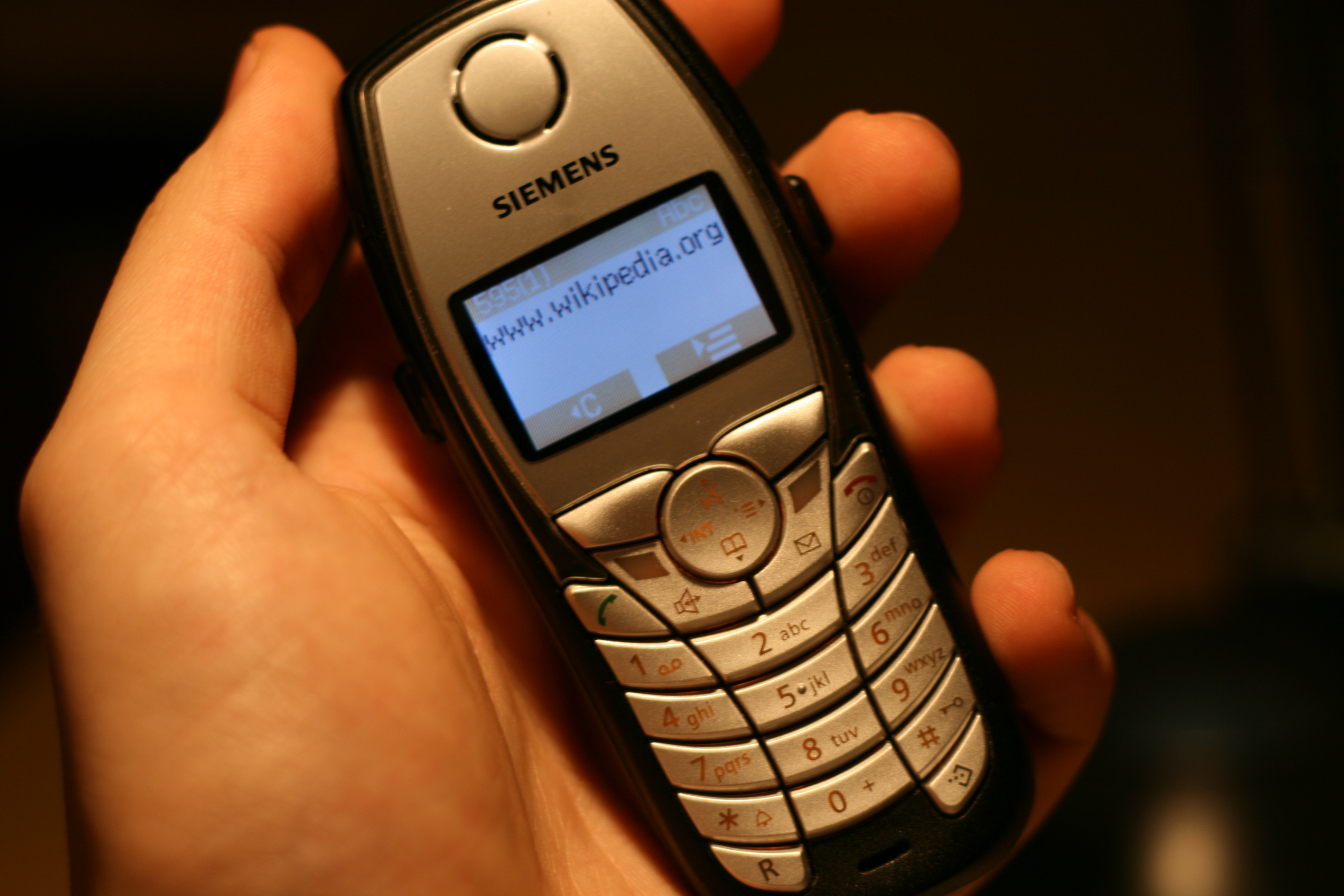
Festnetztelefon von Siemens mit SMS-Funktion

- Am Anschluss muss die Rufnummernanzeige (CLIP-Funktion) aktiviert sein.
- Man muss ein SMS-fähiges Endgerät (Telefon) angeschlossen haben. Man erkennt es daran, dass im Menü eine SMS-Funktion vorhanden ist.
- Das SMS-Zentrum muss man im Festnetz-Endgerät eingetragen haben.
- Man muss sich beim Dienstanbieter angemeldet haben. Das Verfahren hierfür ist je nach Telefonanbieter unterschiedlich.

Deutsche Telekom:
- SMS-Zentrum: 0193010[8]
- Anmeldung: kostenfreie SMS von Ihrem Endgerät mit dem Inhalt: ANMELD an die Zielrufnummer 8888[6]
- Abmeldung: kostenfreie SMS von Ihrem Endgerät mit dem Inhalt: ABMELD an die Zielrufnummer 8888

Anny Way:
- SMS Zentrum: 09003266900 (bei Voice-Over-IP-Anschlüssen der Telekom 00499003266900)[9]
- Anmeldung: Empfang von Text SMS ist freigeschaltet, sobald Sie die erste SMS von Ihrem Endgerät aus versendet wurde.
 Wurde die Rufnummernanzeige (CLIP) für Ihren Telefonanschluss nachträglich freigeschaltet, muss eine kostenfreie SMS von Ihrem Endgerät an die Zielrufnummer 2547 gesendet werden.[9]

Wenn diese Voraussetzungen nicht gegeben sind, wird die SMS auch bei Endgeräten, die die Nachricht als Text empfangen könnten, vorgelesen. Wenn der Empfang von SMS als Textnachricht nicht möglich ist, stellt die SMS-Zentrale von Anny Way automatisch auf Sprachausgabe um.

### Versand
Der Versand ist im Prinzip von jedem Endgerät möglich.
Mittels SMS-fähiger Festnetztelefone können auch SMS-Nachrichten an beliebige Festnetz- und Mobiltelefone versendet werden, nachdem der Dienst „SMS als Text“ zuvor für diesen Anschluss angemeldet worden ist.
Der SMS-Versand von Festnetz-Telefonen ist meist weniger komfortabel als von Mobiltelefonen, da die Festnetztelefone in der Regel über kleinere Displays verfügen und nicht mit einer automatischen Texterkennung wie T9 ausgestattet sind.
Über die SMS-Zentrale der Telekom kann man eine kostenfreie Versandbestätigung anfordern. Dazu muss der Nachrichtentext der SMS mit dem Bestätigungscode *T# beginnen.
Der Versand von Festnetz- zu Festnetztelefonen ist oft wesentlich günstiger als der Versand an Mobiltelefone. Beispielsweise berechnet die Deutsche Telekom für den Versand von Festnetz zu Festnetz 6 ct, für den Versand zu Mobiltelefonen hingegen 19 ct. Das Versenden einer Nachricht über Anny Way kostet ab 0,09 € je SMS.

## Alternativen – SMS über Webdienste
Eine andere Möglichkeit ist der SMS-Dienst, der von E-Mail-Providern angeboten wird: Dabei wird der Text am Computerbildschirm eingegeben. Dieser Dienst ist kostenpflichtig und liefert automatisch eine Versandbestätigung.